# Wiewiecko
Wiewiecko [vjɛˈvjɛt͡skɔ] (tiếng Đức Henkenhagen) là một ngôi làng thuộc quận hành chính của Gmina Węgorzyno, thuộc quận Łobez, West Pomeranian Voivodeship, ở phía tây bắc Ba Lan.